# Domenico Trezzini
Pour l’article homonyme, voir Angelo Trezzini.
Pour l’article homonyme, voir Pietro Trezzini.

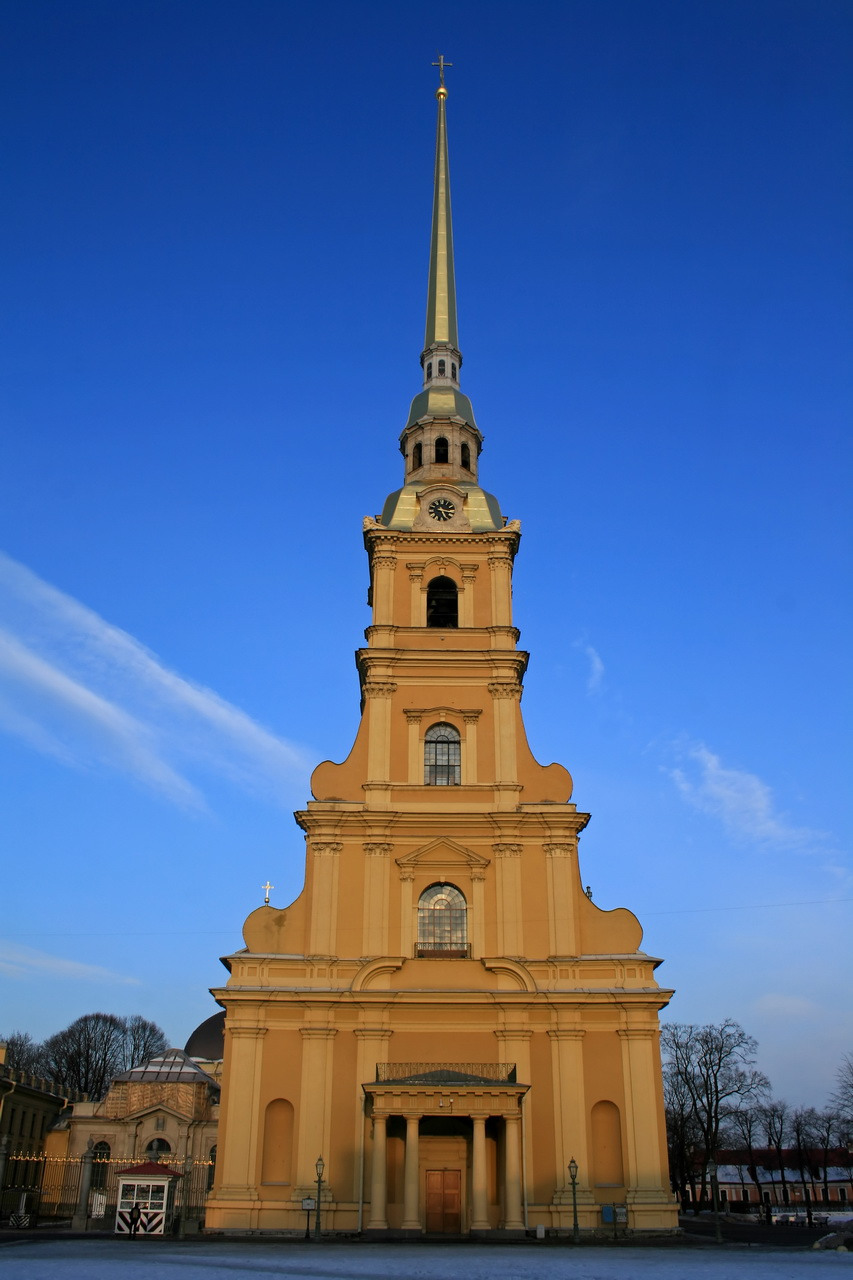
Vue de la collégiale de la forteresse Pierre-et-Paul

Domenico Trezzini (né à Astano, près de Lugano en 1670 – mort à Saint-Pétersbourg le 19 février 1734) est un architecte baroque, fils de l'architecte Gioacchino Trezzini.

## Biographie
Originaire de Suisse italienne, Domenico Trezzini s'installe d'abord à Copenhague où il travaille pour le roi Frédéric IV. C'est là qu'il assimile le Baroque tardif d'Europe du Nord.
Alors qu'il exerce au Danemark, le tsar de Russie, Pierre le Grand, fait appel à lui en 1703 pour donner au tsarat russe une nouvelle capitale : Saint-Pétersbourg. Trezzini s'y établit en 1704 et va y demeurer jusqu'à son décès, trente ans plus tard.
Trezzini est chargé du projet d'urbanisme et de la gestion des travaux. On lui doit le tracé des grandes avenues et d’innombrables projets de parcs et de palais. À son décès, l'ingénieur militaire B. von Münnich prend la direction des travaux.
Trezzini construit quelques bâtiments importants de la ville, comme la forteresse Pierre-et-Paul, la cathédrale Pierre-et-Paul et le palais d'Été. Il a aussi bâti les Douze Collèges sur l'île Basile entre 1722 et 1732. À sa mort, il laisse le chantier du monastère Alexandre Nevski inachevé. 
La tour Menchikov à Moscou est construite en 1707, selon ses directives.